# 阿拉·萨拉菲安
阿拉·萨拉菲安 是亚美利尼亚裔的英国历史学家。
萨拉菲安1961年生于塞浦路斯，1974年随父母在伦敦度假时，土耳其军队入侵北塞浦路斯，因而举家成为难民。萨拉菲安在密歇根大学，获得历史硕士，导师是Ronald Grigor Sunny。